# Ernest Klee
Ernest Klee, teils auch Ernst Klee (* 13. Dezember 1888 in Osek; † 23. September 1973 in Hindelang, Allgäu) war ein sudetendeutscher Dramatiker und Lyriker sowie Blinden- und Taubstummenlehrer. Des Weiteren betätigte er sich als Journalist bei der Reichenberger Zeitung und bei der Zeit. 1919 erhielt er den Kanka-Preis und 1969 den Landschaftspreis Polzen-Neiße-Niederland. Er veröffentlichte Gedichte, Dramen und Librettis.
Unmittelbar nach der aufgrund des Münchner Abkommens erfolgten Besetzung der Grenzgebiete der Tschechoslowakei durch das Deutsche Reich und der Bildung des Reichsgaus Sudetenland trat er zum 1. November 1938 der NSDAP bei (Mitgliedsnummer 6.759.199).
August Sauer (1855–1926) urteilte über Klee, er sei

„[d]er Tüchtigsten einer unter den ungestüm Nachdrängenden, die gegenwärtig unseren Trost und unsere Hoffnung bilden, […] ein aufrechter Mann von der besten nationalen Gesinnung, unbeugsam und fest. Mit scharfem Blick beobachtet er Vorzüge und Schäden seines von ihm so heiß geliebten Volkes und stellt das Geschehen in zwingenden Gestalten mit großem Schwung lebendig dar. Über seine Dichtungen wölbt sich der ewige Sternenhimmel und er reißt uns mit seinem frischen Temperament unwiderstehlich zu seinen Idealen empor.“

Bis zur Vertreibung der Deutschen aus der Tschechoslowakei, nach der es um ihn sehr ruhig wurde, hatte Klee in Starý Harcov, einem Ortsteil von Liberec, gelebt. Zuletzt wohnte er in Geislingen an der Steige. Er starb bei einem Urlaubsaufenthalt im allgäuischen Hindelang.

## Schriften
- Revolution! Politische Gedichte. Sudetendeutscher Verlag Franz Kraus, Reichenberg, 1919
- Das arische Manifest. Rassenpolitische Studie. Selbstverlag, Dux 1922. Wurde nach Ende des Zweiten Weltkrieges in der Sowjetischen Besatzungszone auf die Liste der auszusondernden Literatur gesetzt.[5]
- Ist der Antisemitismus ethisch begründet? Einladung zu einer Diskussion. M. Ruhl, Leipzig, 1924. Wurde in der DDR auf die Liste der auszusondernden Literatur gesetzt.[6]
- Festschrift anlässlich des zehnjährigen Bestandes des Bundes der Kriegsverletzten. Selbstverlag d. Hrsg./Sudetendeutscher Verlag F. Kraus, Reichenberg 1927.
- Der Prophet. Drama in einem Vorspiel und fünf Akten. Verlag der Schriften des Ernest Klee (V. d. Schr. d. E. K.), Reichenberg, 1932.
- Karma und Astra. Die Geschichte einer Liebe in Gedichten und Briefen. V. d. Schr. d. E. K., Reichenberg, 1932.
- Die Tragödie der Menschlichkeit. Drama in fünf Bildern. V. d. Schr. d. E. K., Reichenberg, 1932.